# Negeri Pandan
Negeri Pandan is een bestuurslaag in het regentschap Lampung Selatan van de provincie Lampung, Indonesië. Negeri Pandan telt 2964 inwoners (volkstelling 2010).